# ياغو غوميز
ياغو غوميز هو لاعب كرة قدم سويسري، ولد في 8 سبتمبر 2001.

## وصلات خارجية
- ياغو غوميز على موقع قاعدة بيانات كرة القدم.إي يو (الإنجليزية)
- ياغو غوميز على موقع Soccerway.com (الإنجليزية)
- ياغو غوميز على موقع عالم كرة القدم.نت (الإنجليزية)